# Albi di Tex (2022)
Albi pubblicati del fumetto Tex nel 2022. Contengono storie inedite e occupano i numeri da 735 a 746 della serie regolare.
Gli albi dati alle stampe in questa annata hanno 114 pagine ciascuno.

## Prospetto
| Nr. | Titolo                | Mese di pubblicazione | Soggetto      | Sceneggiatura | Disegni         |
| --- | --------------------- | --------------------- | ------------- | ------------- | --------------- |
| 735 | I dannati dell'Artico | gennaio               | Mauro Boselli | Mauro Boselli | Giovanni Bruzzo |
| 736 | Le frecce dei nemici  | febbraio              | Pasquale Ruju | Pasquale Ruju | Giuseppe Prisco |

## Trame

### Alla ricerca delle navi perdute (n. 735)
- Segue dagli ultimi tre albi dell'annata precedente.

#### I dannati dell'Artico
Tornuak riesce a intrufolarsi sulla Terror ma, invece di aggredire Dawn, si limita a rimpossessarsi del proprio arpione asserendo che gli serve per combattere l'orso polare Taqukag, che crede essere il dio della tribù cannibale dei Mahaha.
Tex e i suoi, con un tranello, lasciano che il Mahaha prigioniero si liberi, così da poterlo inseguire. Lasciati gli studiosi e il tenente Hillary, giungono quindi a un'isola deserta, ma vengono qui sorpresi da un fitto banco di nebbia. Tex e Tiger vengono anche assaliti da un misterioso gruppo di uomini armati di un vecchio fucile. Ricongiuntosi, il gruppo segue il suono della campana e trova la Terror.
Intanto, il campo del tenente Hillary subisce un attacco dei Mahaha, che uccidono la maggior parte degli uomini e conducono gli altri al loro villaggio. Tex, Kit Willer, Tiger Jack e Aquila, scoperto il massacro, guidati anche dai segnali lasciati da Tornuak, inseguono i Mahaha attraverso una bufera.
Al villaggio, i prigionieri (tra cui Hillary), fanno la conoscenza di James Reid, un sopravvissuto della Erebus, padre del giovane Mahaha dai capelli biondi. Reid racconta che, anni prima, i sopravvissuti si erano imbattuti nei Mahaha e avevano deciso di unirsi a loro, ma spiega anche che il sacerdote ha deciso di ucciderli tutti. Due dei prigionieri, infatti, vengono legati a due pali come offerta al dio dei Mahaha, Torngarsuk, che si scopre essere un colossale orso polare. La bestia uccide uno dei due sventurati, ma viene a sua volta assalita e abbattuta da Tornuak, che ha riconosciuto in lui l'orso Taqukag che gli sterminò la famiglia. Il contemporaneo arrivo di Tex e della sua squadra, e anche di Carson, Brandon, Volpe Bianca, Mike Foster, Dallas e Dawn, scatena il finimondo: i Mahaha vengono decimati dai fucili e dallo stesso Tornuak, ma James Reid, che aveva liberato i prigionieri, viene ucciso dal suo stesso figlio. La morte dello sciamano convince definitivamente i Mahaha alla ritirata.
Sulla via del ritorno verso la Terror, Tornuak, provato dalle ferite dello scontro con l'orso, si abbandona su una zattera di ghiaccio, lasciandosi andare alla deriva, soddisfatto di aver vendicato la propria famiglia. Non appena messe in mare le scialuppe della Terror, la nave si stacca dai ghiacci e cola a picco.
Tornuak, ormai stremato e morente sulla sua zattera di ghiaccio, ha una visione della propria famiglia. Improvvisamente l'orso Taqukag, che egli credeva di aver ucciso, emerge dalle acque e lo trascina con sé.